# Jindřich Svoboda (výtvarník)
Jindřich Svoboda (29. května 1909 Dolní Kounice – 28. října 2001 Brno) byl český umělecký knihař, středoškolský profesor.

## Život
Jindřich Svoboda se narodil v Dolních Kounicích 29. května 1909 do rodiny knihařského mistra Josefa Svobody. Ten pracoval zejména pro obecní knihovny, opravoval a převazoval modlitební knížky, kancionály, nebeklíče, které se v rodinách dědily. Byl i znamenitým ručním zlatičem. Jindřich Svoboda se u tatínka vyučil a svoji první knihu svázal za jeho asistence v roce 1925. V roce 1926 začal navštěvovat knihařský mistrovský ročník Státní grafické školy v Praze, oddělení profesora Josefa Solara. Po ukončení školy pracoval od roku 1929 v knihařských dílnách. Po vojně u dragounů se v roce 1931 vrátil do Dolních Kounic kde pomalu přebíral knihařskou práci v dílně svého otce. Dílna, jejímž majitelem byl od roku 1937, se stala centrem bibliofilů a zájemců o krásnou knižní vazbu. V letech 1938 až 1947 působil jako externí profesor na brněnské Škole uměleckých řemesel. I když jeho dílna byla v roce 1948 zavřena, pracoval nadále jako samostatný výtvarník neboť o kvalitě jeho díla nebylo pochyb. V roce 1959 se vrátil k pedagogické práci a stal se středoškolským profesorem v ateliéru práce s papírem a knihařské techniky na Střední uměleckoprůmyslové škole v Brně. Zde vychoval několik generací výtvarníků a svým příkladem, radou a konzultacemi ovlivnil naše nejlepší současné umělecké knihaře. Mezi jeho žáky najdeme Jaroslava Merendu, Ladislava Hodného ml., Jiřího Kocmana, Lubomíra Krupku. Do Brna se též přestěhoval. Na Petrově si otevřel v roce 1959 malou dílničku, kde pracoval ještě ve svých 91 letech. Byl i tvůrcem exlibris a novoročenek. Jeho spolupracovnicí ve zlacení a velkou oporou byla manželka Olga, rozená Sobotková. Zemřel 28. října 2001 v Brně, pochován je v Dolních Kounicích.

## Umělecká knižní vazba
Patřil k nejlepším českým knihvazačům. Ideálně spojil starobylé umělecké řemeslo s moderností. Byl mistrem celokožené vazby francouzské a v roce 1978 byl přijat mezinárodní federací mezi světové mistry knihvazačského umění. Pracoval s tradičními materiály a pouštěl se i do experimentů s neznámými technologiemi a látkami. Při větších zakázkách, například pro Lyru Pragensis, zdobil každou knihu odlišně, i pokud se jednalo o stejný titul. Motivy se opakovaly, ale nikdy nebyly zcela totožné.
Pracoval na zakázkách pro jugoslávského krále Alexandra, prezidenta Tomáše Garrigua Masaryka i Edvarda Beneše. Vytvořil insignie pro fakulty JAMU v Brně (místo řetězů bohatě zdobené závěsné límce z marokánské kůže). Na objednávku města Brna vypracoval uměleckou etuji pro soupravu šperků, kterou v roce 1996 darovala tehdejší brněnská primátorka paní Dagmar Lastovecká britské královně Alžbětě II.
Zúčastnil se výstav v Československu i v zahraničí, získal řadu ocenění, publikoval. Své texty odborné i literární vydal v nakladatelství Arcus v Černošicích v roce 1998. Jeho umělecké knižní vazby mají ve svých sbírkách Moravská galerie v Brně a Jihočeská vědecká knihovna v Českých Budějovicích. Jednotlivosti jsou u soukromých sběratelů a bibliofilů.
Byl členem
- Český fond výtvarných umění
- Sdružení Q
- TT Klub výtvarných umělců a teoretiků
- Společenstvo českých knihařů

### Ocenění – výběr
- 1935 7× 1. místo v soutěži knižních vazeb vyhlášené Uměleckoprůmyslovým muzeum v Praze[12]
- 1953 Mistr uměleckého řemesla[8]
- 1989 Hlavní cena Trienále knižní vazby Kroměříž[3]
- 1999 Cena města Brna, užité umění[13]

### Autorské výstavy – výběr
- 1972 Krásná česká kniha XIX až XX století, Krajská knihovna (dnes JVK), České Budějovice
- 1983 Umělecká knižní vazba Jindřicha Svobody, Krajské muzeum Teplice
- 1986 Jindřich Svoboda: Knižní vazby, Památník Petra Bezruče, Opava
- 1990 Umělecké knižní vazby Jindřicha Svobody, Jihočeská vědecká knihovna, České Budějovice
- 1994 Jindřich Svoboda: Knižní vazby, Uměleckoprůmyslové muzeum, Brno
- 1998 Nebe, peklo, ráj, Muzeum Kroměřížska, Kroměříž
- 1999 Jindřich Svoboda: Knižní vazby 1929 – 1999, Měnínská brána, Brno
- 1999 Umělecká knižní vazba Jindřicha Svobody, Galerie města Blanska, Blansko
- 1999 Pocta Jindřichu Svobodovi, Galerie Litera, Praha
- 2000 Knižní vazba jako umění, Jihočeská vědecká knihovna, České Budějovice
- 2009 Život mezi knihami, Uměleckoprůmyslové muzeum, Brno
- 2011 Jindřich Svoboda: Život mezi knihami, Národní muzeum, Praha

Zúčastňoval se svými umělckými vazbami knih Trienále umělecké knižní vazby, výstav užité grafiky a užitého umění, výstav moravských výtvarníků a výstav spolkových po celé republice.